# Hanov (Zběšičky)
Hanov je osada, část obce Zběšičky v okrese Písek v Jihočeském kraji. Nachází se asi 1,5 kilometru severovýchodně od Zběšiček. Je zde evidováno 5 adres. V roce 2011 zde trvale žili čtyři obyvatelé.
Hanov je také název katastrálního území o rozloze 2,41 km².

## Historie
První písemná zmínka o vesnici pochází z roku 1656.

## Obyvatelstvo
| Rok            | 1869 | 1880 | 1890 | 1900 | 1910 | 1921 | 1930 | 1950 | 1961 | 1970 | 1980 | 1991 | 2001 | 2011 | 2021 |
| -------------- | ---- | ---- | ---- | ---- | ---- | ---- | ---- | ---- | ---- | ---- | ---- | ---- | ---- | ---- | ---- |
| Počet obyvatel | 49   | 39   | 42   | 34   | 32   | 31   | 31   | 24   | 23   | 16   | 10   | 5    | 2    | 4    | 2    |
| Počet domů     | 5    | 5    | 5    | 5    | 5    | 5    | 5    | 5    | 5    | 5    | 3    | 3    | 5    | 5    | 5    |

## Obecní správa
Při sčítání lidu v letech 1850–1959 Hanov byl osadou obce Podboří v okrese Milevsko. V letech 1960–1987 byl částí obce Zběšičky v okrese Písek. Od 1. ledna 1988 do 23. listopadu 1990 byl částí městyse Bernartice v okrese Písek. Od 24. listopadu 1990 je opět částí obce Zběšičky v okrese Písek.

## Pamětihodnosti
- Kaple z roku 1863 se nachází u mlýna na říčce Smutná. Je zasvěcená svatému Františku Serafinskému. Podle záznamů na statku opařanském, podbořském, dobronickém a stádleckém nechal tuto kapli postavit a zaplatil veškeré stavební výlohy rodák z Hanova setník 9. pluku v Pešti František Šibal. Odevzdání a vysvěcení kaple se nedočkal, zemřel 1863 na plicní nemoc před jejím dokončením v Pešti. O dokončení kaple a následný inventář se postarala jeho švagrová, místní mlynářka s manželem. Kaple byla vysvěcena 1880.[10]

## Galerie

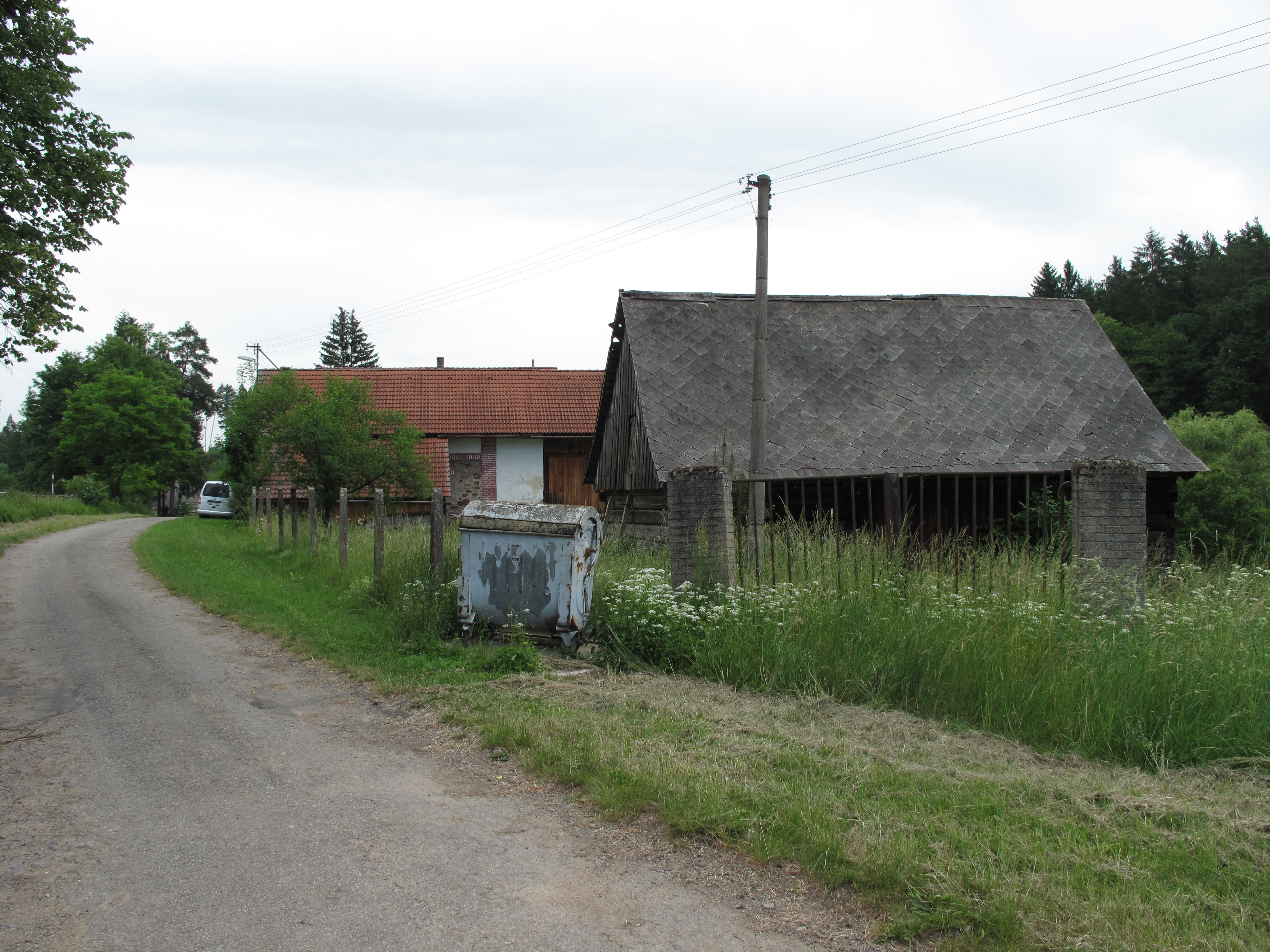
Stodola
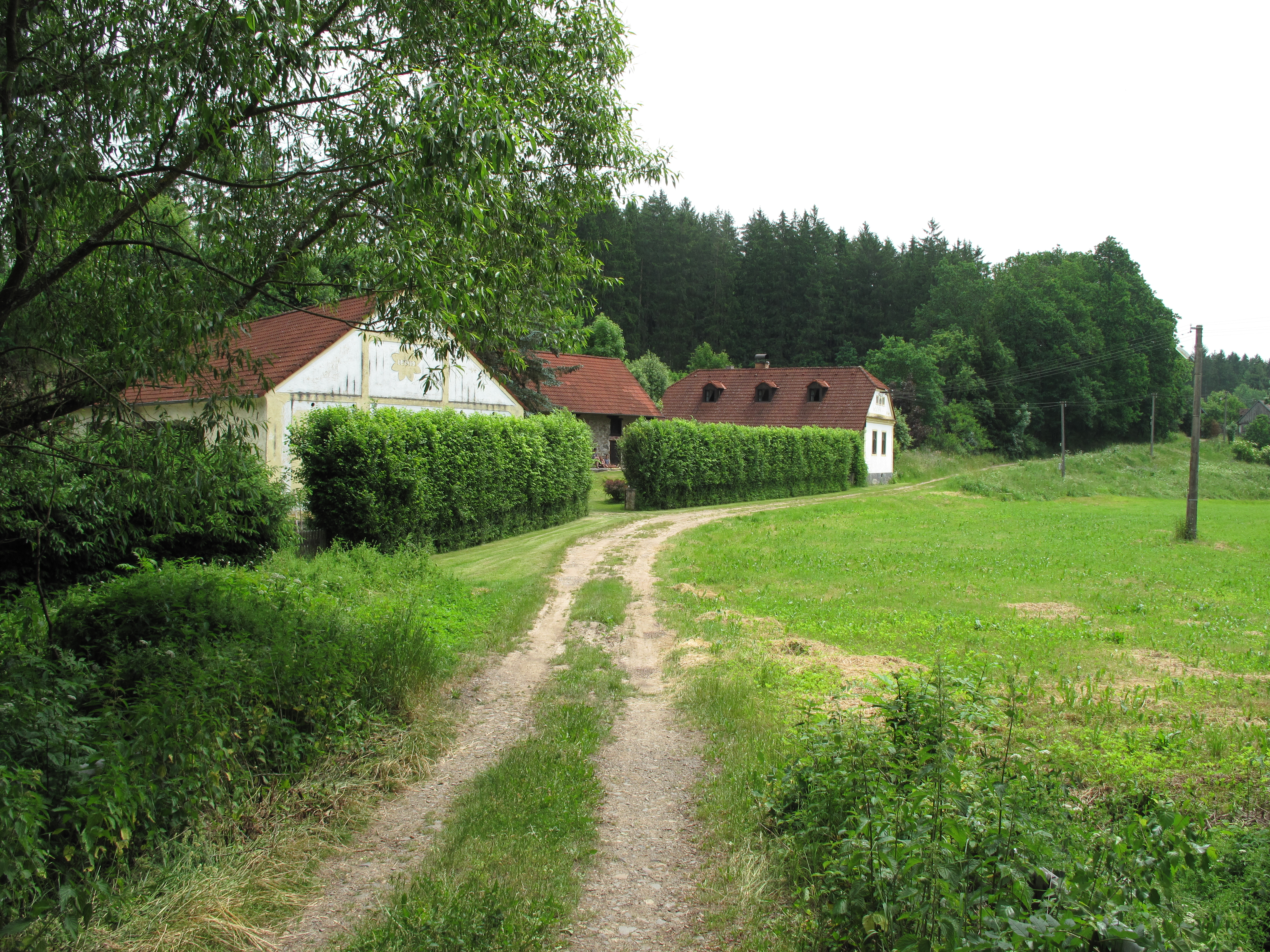
Domy
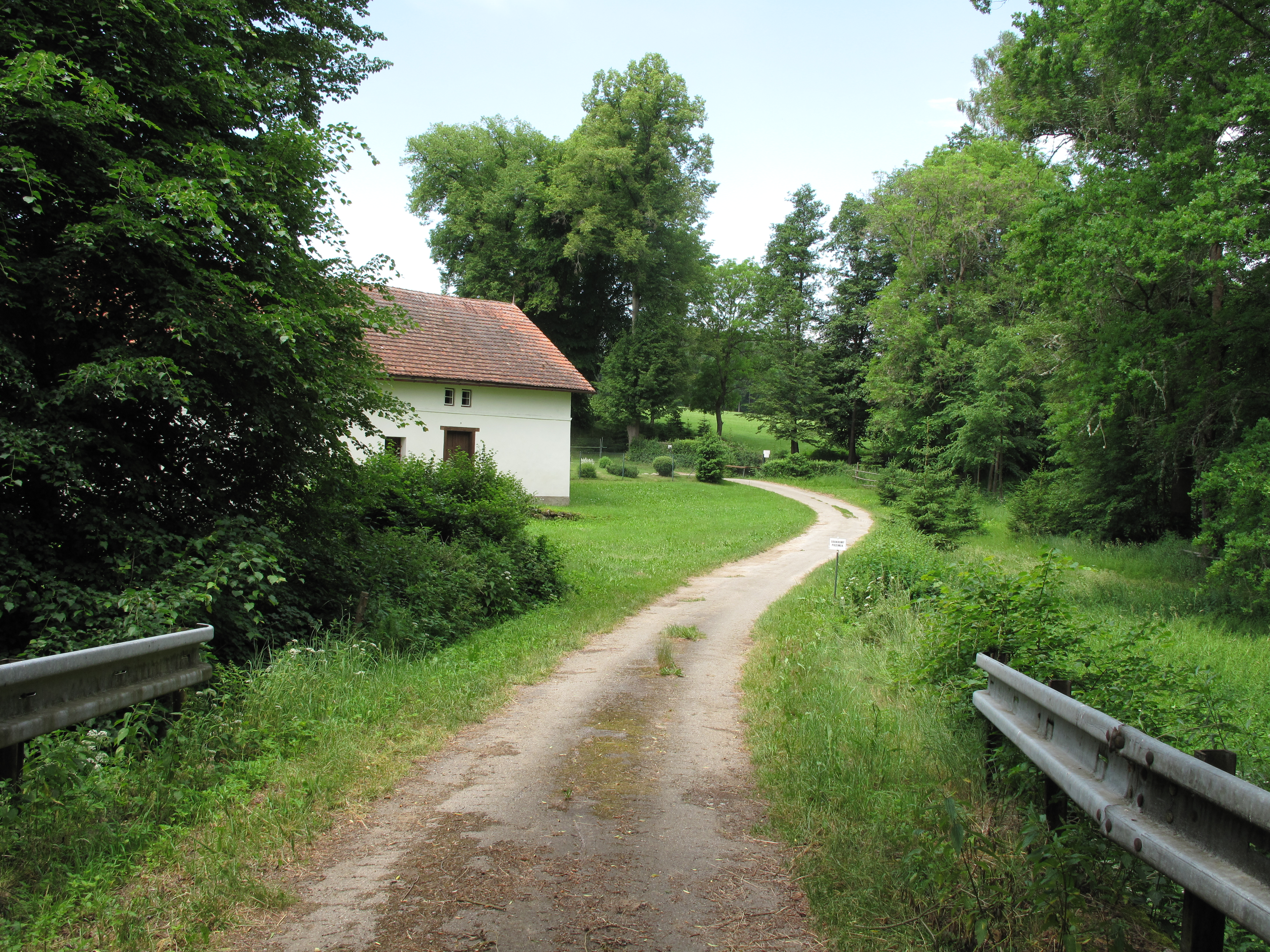
Cesta ke kapličce svatého Františka Serafinského